# 백만달러의 사랑
《백만달러의 사랑》(영어: How to Steal a Million)은 1966년 개봉한 미국의 하이스트 코미디 영화이다. 윌리엄 와일러가 감독을 맡았으며, 조지 브래드쇼의 소설 Venus Rising 이 영화의 원작이다.